# 納波河

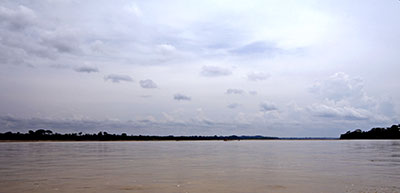
納波河

納波河地圖（右上）

納波河（西班牙語：Río Napo）是南美洲的河流，位於亞馬遜河盆地，屬於亞馬遜河的支流，河道全長1,075公里，集水區面積100,518平方公里，發源自厄瓜多爾，流經該國和秘魯。
2°00′50″S 74°20′27″W / 2.01396°S 74.34075°W